# (249) Ilse
(249) Ilse ist ein Asteroid des inneren Hauptgürtels, der am 16. August 1885 vom deutsch-US-amerikanischen Astronomen Christian Heinrich Friedrich Peters am Litchfield Observatory in New York entdeckt wurde.
Der Asteroid wurde vermutlich benannt nach Ilse, einer legendären Prinzessin aus dem Harz. Es ist auch der Name eines kleinen Flusses, der aus dem Harz fließt.

## Wissenschaftliche Auswertung
Aus Ergebnissen der IRAS Minor Planet Survey (IMPS) wurden 1992 Angaben zu Durchmesser und Albedo für zahlreiche Asteroiden abgeleitet, darunter auch (249) Ilse, für die damals Werte von 34,8 km bzw. 0,04 erhalten wurden. Mit dem Satelliten Midcourse Space Experiment (MSX) wurden 1996 bis 1997 im Rahmen der Infrared Minor Planet Survey (MIMPS) Daten gewonnen, aus denen für den Asteroiden Werte für den mittleren Durchmesser und die Albedo von 36,7 km bzw. 0,04 bestimmt wurden. Eine Auswertung von Beobachtungen durch das Projekt NEOWISE im nahen Infrarot führte 2012 zu vorläufigen Werten für den Durchmesser und die Albedo im sichtbaren Bereich von 38,2 km bzw. 0,02. Nach der Reaktivierung von NEOWISE im Jahr 2013 und Registrierung neuer Daten wurden die Werte 2015 zunächst mit 38,0 km bzw. 0,03 angegeben und dann 2016 korrigiert zu 36,6 km bzw. 0,04, diese Angaben beinhalten aber alle hohe Unsicherheiten.
Eine spektroskopische Untersuchung von 820 Asteroiden zwischen November 1996 und September 2001 am La-Silla-Observatorium in Chile ergab für (249) Ilse eine taxonomische Klassifizierung als Caa- bzw. Ch-Typ.
Photometrische Messungen des Asteroiden fanden erstmals statt am 7. Februar 1975 am Observatorium Kvistaberg in Schweden, dabei konnte aber über einen Zeitraum von 4 ½ Stunden keine Veränderlichkeit festgestellt werden. Eine längere Beobachtung während sieben Nächten vom 25. Dezember 1981 bis 29. Januar 1982 am McDonald-Observatorium in Texas führte zu einem kürzesten Wert für die Rotationsperiode von 42,62 h, aber auch der doppelte Wert konnte nicht ausgeschlossen werden. Nach weiteren Messungen am gleichen Ort vom 21. bis 24. September 1984 wies die Auswertung der Lichtkurven aber wahrscheinlicher auf den höheren Wert, also 85,24 h, hin.
Bei Beobachtungen vom 13. bis 18. August 1995 und während 3 Nächten vom 12. Februar bis 12. März 1997 am Observatório do Pico dos Dias in Brasilien konnten wie bei den früheren Messungen wieder nur sehr lückenhafte Lichtkurven aufgezeichnet werden, aus denen aber nun auf eine kürzere Rotationsperiode von 42,6 h geschlossen wurde.
Zur Klärung dieser Diskrepanz erfolgte am Organ Mesa Observatory in New Mexico eine ausgedehnte Beobachtungskampagne, bei der während 21 Nächten vom 18. November 2014 bis 13. Februar 2015 eine sehr detaillierte und nahezu lückenlose Lichtkurve erfasst wurde, aus der für (249) Ilse eine Rotationsperiode von 84,94 h bestimmt wurde. Es handelt sich damit um einen sehr langsamen Rotator.
Die Auswertung der archivierten Lichtkurven und weiterer Daten der Lowell Photometric Database führte in einer Untersuchung von 2016 zur Erstellung eines dreidimensionalen Gestaltmodells für zwei alternative Positionen der Rotationsachse mit prograder Rotation und einer Periode von 84,995 h.
Eine Untersuchung von 2022 bestimmte Gestaltmodelle und Rotationsachsen von 55 Asteroiden, um bestätigende Beweise für ihre mögliche Zugehörigkeit zu einer 4 Mrd. Jahre alten ursprünglichen Asteroidenfamilie zu liefern. Aus archivierten Daten der Catalina Sky Survey, des United States Naval Observatory (USNO) sowie des Asteroid Terrestrial-impact Last Alert System (ATLAS), der All-Sky Automated Survey for Supernovae (ASAS-SN) und von Gaia DR2 wurden für (249) Ilse zwei neue alternative Rotationsachsen mit prograder Rotation und eine Periode von 84,996 h bestimmt.